# Celita Schutz
Celita Valerie Schutz (Houston, 17 de febrero de 1968) es una deportista estadounidense que compitió en judo. Ganó una medalla de plata en los Juegos Panamericanos de 1999 y una medalla de bronce en el Campeonato Panamericano de Judo de 1998.

## Palmarés internacional
| Juegos Panamericanos    | Juegos Panamericanos            | Juegos Panamericanos | Juegos Panamericanos |
| Año                     | Lugar                           | Medalla              | Categoría            |
| ----------------------- | ------------------------------- | -------------------- | -------------------- |
| 1999                    | Winnipeg (Canadá)               | Medalla de plata     | –63 kg               |
| Campeonato Panamericano |                                 |                      |                      |
| Año                     | Lugar                           | Medalla              | Categoría            |
| 1998                    | Santo Domingo (Rep. Dominicana) | Medalla de bronce    | –63 kg               |